# 2006년 현대 유니콘스 시즌
2006년 현대 유니콘스 시즌은 현대 유니콘스가 KBO 리그에 참가한 11번째 시즌으로, 삼미 슈퍼스타즈, 청보 핀토스, 태평양 돌핀스 시절까지 합하면 25번째 시즌이다. 김재박 감독이 팀을 이끈 마지막 시즌이며, 팀은 8팀 중 정규시즌 2위에 오르며 포스트시즌에 진출했다. 그러나 플레이오프에서 박진만과 박종호의 이적 이후 내야수비에서 불안감을 드러내어 한화 이글스에 1승 3패로 패배하여 탈락함으로써 최종 순위는 3위가 되었다.

## 타이틀
- 대륙간컵 국가대표: 이현승
- KBO 골든글러브: 이택근 (외야수)
- 제일화재 프로야구대상 재기상: 전준호 (1969년)
- 올스타전 홈런더비 우승: 이택근
- 올스타전 추천선수: 캘러웨이, 장원삼, 박승민, 정성훈, 이택근
- 프로야구 25주년 기념 포지션별 최고 인기스타 베스트10: 김재박 (유격수)
- 컴투스프로야구2013 레전드 카드: 전준호 (1975년)
- 컴투스프로야구 벤치클리어링 라인업: 김동수 (포수)
- 희생플라이: 정성훈 (8)
- 승률: 전준호 (1975년) (0.778)

### 퓨처스리그
- 북부리그 출장(타자): 황재균 (75)
- 3루타: 이승주 (8)
- 완봉: 노병오 (1)
- 구원승: 김영규 (5)

## 선수단
- 선발투수 : 장원삼, 캘러웨이, 전준호 (1975년), 김수경, 손승락, 오주원
- 구원투수 : 신철인, 황두성, 이현승, 송신영, 노환수, 김민범, 장태종, 이동학
- 마무리투수 : 박승민, 이보근, 임선동, 노병오, 정민태, 김성태
- 포수 : 김동수, 강귀태
- 1루수 : 이숭용, 김승권, 강병식
- 2루수 : 홍원기, 채종국
- 유격수 : 서한규, 차화준, 지석훈, 강정호
- 3루수 : 정성훈
- 좌익수 : 전준호 (1969년)
- 중견수 : 이택근[2], 정수성
- 우익수 : 송지만, 유한준
- 지명타자 : 서튼, 허준, 조평호, 전근표

## 특이 사항
- 권보현, 박민주, 정훈은 구단 사상 마지막 신고선수로 입단했다.
- 현대 유니콘스가 포스트시즌에 진출한 마지막 시즌이다.
- 허준은 10월 2일 삼성 라이온즈와의 경기에 출전한 것이 이 시즌의 유일한 출전 기록이었는데, 여기서 1타수 1홈런을 기록하여 장타율 4.000, OPS 5.000으로 규정타석 미반영 기준 KBO 리그 역대 단일시즌 최고 장타율, OPS를 기록했다.
- 박승민은 경기의 마지막 투수로 총 56번 등판하여 구단 사상 최다 기록을 세웠다.
- 이 시즌 팀은 153개의 희생번트를 성공시켜 KBO 리그 사상 단일 시즌 팀 최다 희생번트 기록을 세웠다.
- 이 시즌 팀은 고의4구를 한 개도 내주지 않아 역대 단일 시즌 팀 최소 고의4구 허용 기록을 세웠다.
- 이 시즌 팀은 보크를 한 번도 저지르지 않았다.
- 전준호 (1969년)는 KBO 포스트시즌 사상 처음으로 통산 300타석, 10 도루실패를 기록했다.
- 이유섭과 최현종은 현대 유니콘스에서 경찰 야구단에 입대한 첫 선수들이 되었다.
- 오주원과 오재일은 시즌 후 상무 야구단에 입대해 구단 사상 마지막으로 상무 야구단에 입대한 선수들이 되었다.